# Saint-Bonnet-en-Champsaur
Saint-Bonnet-en-Champsaur – miejscowość i gmina we Francji, w regionie Prowansja-Alpy-Lazurowe Wybrzeże, w departamencie Alpy Wysokie.

## Nazwa
Nazwa miejscowości pochodzi od imienia św. Boneta.

## Demografia
Według danych na rok 1990 gminę zamieszkiwało 1371 osób, a gęstość zaludnienia wynosiła 91 osób/km². W styczniu 2015 r. Saint-Bonnet-en-Champsaur zamieszkiwało 2126 osób, przy gęstości zaludnienia wynoszącej 141,6 osób/km².